# 파초과
파초과(芭蕉科, 학명: Musaceae 무사케아이[*])는 생강목의 과이다. 열대 지방에 3속 150종 가량이 자라는데, 한국에는 야생종이 없으며 관상용으로 재배되는 것이 있을 뿐이다. 커다란 여러해살이 초본 또는 목본으로서, 땅속줄기가 발달되어 있으며, 잎은 사방으로 퍼지는 것과 2열로 퍼지는 것이 있다. 꽃차례는 큰 포엽을 가지고 있어서, 이것이 꽃보다 먼저 눈에 띈다.

## 하위 분류
- 파초속(Musa L.)
- Ensete Bruce ex Horan.
- Musella (Franch.) C.Y.Wu ex H.W.Li